# Az oxigén izotópos szakaszai
A természetben egy adott elemnek különböző tömegszámú atomjait találhatjuk meg, ezeket nevezzük egy adott elem izotópjainak. Ezek ugyanazon a helyen találhatók meg a periódusos rendszerben, viszont felépítésük is különbözik: azonos számú proton, viszont eltérő számú neutron található meg az atommagban (innen adódik a tömegszám közötti eltérés). Ahhoz, hogy meg tudjuk különböztetni az eltérő izotópokat a vegyjel elé felső indexbe beírjuk a tömegszámot (pl. 2H és 3H). Beszélhetünk stabil, illetve radioaktív izotópokról (radioizotópok). Azokat az izotópokat nevezzük stabilnak, melyeknél nem figyeltek meg radioaktív bomlást.

### Oxigén stabil izotópjai
Az oxigénnek három stabil izotópja van: 16O, 17O, 18O, melyek közül a leggyakoribb a 16-os (atommagban 8 proton és 8 neutron). Ennek az izotópnak a neve „könnyű” oxigén, míg a 18O-asnak (atommagban 8 proton és 10 neutron) "nehéz" oxigén, ez ötszázszor ritkább mint a másik. A 16O körülbelül 99.76%-át teszi ki az össz-oxigén mennyiségnek: ez direkt keletkezik csillagfejlődés során. A 18O egy másodlagos izotóp: főleg akkor keletkezik, amikor a 14N találkozik egy 4He-el és 18F lesz belőle, ami gyorsan átalakul 18O-ra (ezért ez az izotóp héliumban gazdag zónákban jellegzetes egy csillagban).
A Föld oxigénjének 99.759%-a 16O, míg csupán 0.204%-a 18O, bár ez az arány folyamatosan változik, így segítségül tud szolgálni a paleoklimatológia számára, hogy feltérképezzék a múltban történő éghajlatváltozásokat. A paleoklimatológia az a tudomány, ami a múltban tanulmányozza az éghajlatot és annak változását. Arra fektet hangsúlyt, hogy a múltban milyen hőmérsékletű volt a légkör, illetve a kontinensek és az óceánok. Ennek segítségével próbálja empirikusan megjósolni, hogy milyen éghajlatra lehet számítani a jövőben.

### Éghajlat meghatározása az oxigén izotópjainak segítségével
Mivel azok a vízmolekulák, melyek 16O-t tartalmaznak könnyebbek (ezekben kettővel kevesebb neutron található), ezért kevesebb energiát igényelnek, hogy elpárologjanak, viszont nehezebben kondenzálódnak. A „nehéz” oxigént tartalmazó vízmolekulákkal pedig pont fordítva van: ezek nehezebben párolognak és könnyebben kondenzálódnak. Ennek okán a levegőben nagyobb mennyiségben található meg a „könnyű” oxigént tartalmazó vízmolekula, míg az óceánok vízében nagyobb mennyiségben lesz a H2O18. A levegőben levő H2O a sarkok felé vándorol, és a H2O18 hamarabb lecsapódik, míg a H2O16 csak a sarkokon, ahol a jégsapkában és a gleccserekben raktározódik, amik így nagyobb mennyiségben fognak tartalmazni „könnyű oxigént”. Interglaciális időszakban (ilyenkor melegebb van) a jégtakarók és gleccserek megolvadnak, így a 16O visszajut az óceánok vizébe, és ismét megnő ott a koncentrációja.
Ennek az összefüggésnek a tanulmányozásával először Harold Urey (1893-1981) kémia Nobel-díjas kutató foglalkozott. Urey úttörő munkát végzett nemcsak az oxigén izotópjait kutatva: ő fedezte fel a deutérimot (amivel 1934-ben kiérdemelte a kémiai Nobel-díjat). A II. világháború után kezdte tanulmányozni a 16O és 18O arányát vízben, és észrevette, hogy az arány változik a hőmérséklet változásával. A minta izotópos összetételét egy ismert összetételű standardhoz viszonyítva mérjük.

### Minták elemzése
A mintákat általában tömegspektrométerrel (MS) szokták elemezni. Alapja, hogy az ionok elektromágneses térben tömeg/töltés hányadosuk alapján szétválnak. Ahhoz, hogy adott mintában meg tudjuk állapítani, hogy az elemnek milyen izotópjai vannak jelen egy nagyon érzékeny műszerre van szükségünk, mivel az izotópok tömege közötti különbség nagyon kicsi, illetve egyes izotópok nagyon ritkák, ezért megkülönböztetjük az IRMS-t (isotope-ratio mass spectrometry ), amit külön izotópok elemzésére fejlesztettek ki.